# Otto Prutscher
Otto Prutscher (7. dubna 1880, Vídeň, Rakousko-Uhersko – 15. února 1949, tamtéž) byl rakouský designér a architekt, který působil také na území Čech, Moravy a Slezska. Navrhoval nábytek, látky, stříbrné a kovové předměty, šperky, sklo a keramiku. Byl důležitou osobností secesního hnutí ve Vídni, jeden ze spolupracovníků Wiener Werkstätte. Jeho dílo se vyznačuje citem pro ornament a dekor.

## Biografie
Byl synem vídeňského truhláře Johanna Prutschera a Marie roz. Tondl, jeho starší bratr Hans Prutscher byl také architekt. Vyučil se v dílně svého otce, pak nastoupil na vídeňskou Vyšší odbornou školu dřevařského průmyslu (1895-1897) a roku 1895 odjel na studijní cestu do Paříže a Londýna. V letech 1897-1901 studoval na vídeňské Uměleckoprůmyslové škole u Franze Matsche, Wilibalda Schulmeistera a Josefa Hoffmanna. Po ukončení školy v roce 1903 byl asistentem na Grafickém a výzkumném ústavu a od roku 1904 samostatně činný. Roku 1909 získal místo profesora na Uměleckoprůmyslové škole ve Vídni, kde působil do nuceného odchodu do penze roku 1939 a pak opět po ukončení druhé světové války v letech 1945-1946. V době první světové války sloužil jako dobrovolník v Klosterneuburgu, po jejím ukončení se stal inspektorem zvyšování kvalifikace na Průmyslové škole ve Vídni. Od roku 1926 byl civilním architektem. V roce 1912 se stal zakládajícím členem rakouského Werkbundu. Patřil k blízkým spolupracovníkům Josefa Hoffmanna a kmenovým designérům Wienera Werkstätte. V letech 1922-1941 byl členem vídeňského Domu umělců. Pracoval v časopise Interieur. Připravil nebo se podílel na přípravě řady výstavních projektů, mezi nejvýznamnější patřil jeho podíl na přípravě umělecké přehlídky Kunstschau pořádané ve Vídni roku 1908. V roce 1947 získal rakouskou státní cenu za architekturu. Roku 1911 se oženil s židovkou Helenou Süssmandl. Díky kontaktům manželčiny rodiny získal řadu zámožných klientů. Roku 1938 byl postaven před rozhodnutí rozvést se a tím odsoudit manželku k deportaci do koncentračního tábora. Rozhodl se vzdát se veškerých společenských postů i pedagogické činnosti. Vzhledem k tomu, že ve Vídni patřil ke společensky významným osobám, podařilo se mu za cenu osobních obětí manželku a dvě dcery zachránit. Dcery po válce odešly do Itálie, kde jeho potomci žijí dodnes. Byl pohřben do čestného hrobu na Wiener Zentralfriedhof ve Vídni.

## Realizace

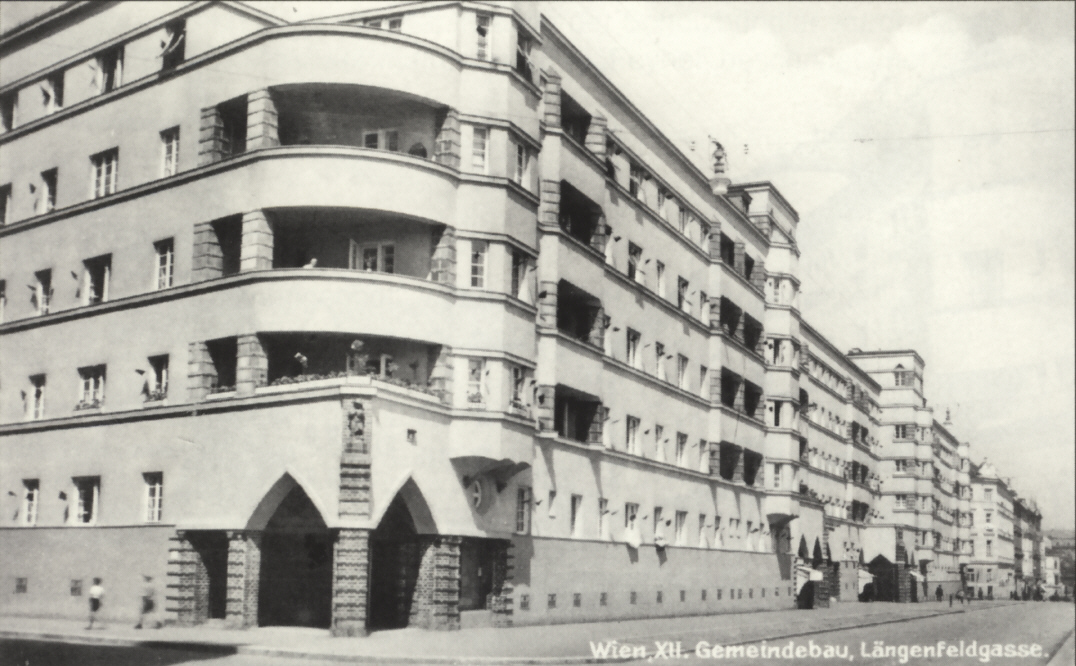
Komplex sociálního bydlení Lorenshof, Vídeň, dobová pohlednice, 1930

Otto Prutscher patřil k významným představitelům vídeňské secese. Začal jako návrhář interiérového zařízení a nábytku, mimo to navrhoval stříbrné předměty (např. pro Wiener Werkstätte), šperky, porcelán, keramiku a lustry. Nejdříve se věnoval zařizování interiérů. Jeho prvním architektonickým dílem byl nájemní dům na Salisstraße 3 ve Vídni. Inspiraci čerpal především v pracích J. Hofmanna. Dbal na vytvoření určité nálady,snažil se dát stavbě komplexní vzhled – od architektury až ke kompletnímu interierovému vybavení, tzv. Gesammtkumstwerk, v duchu pozdní secese a art déco.

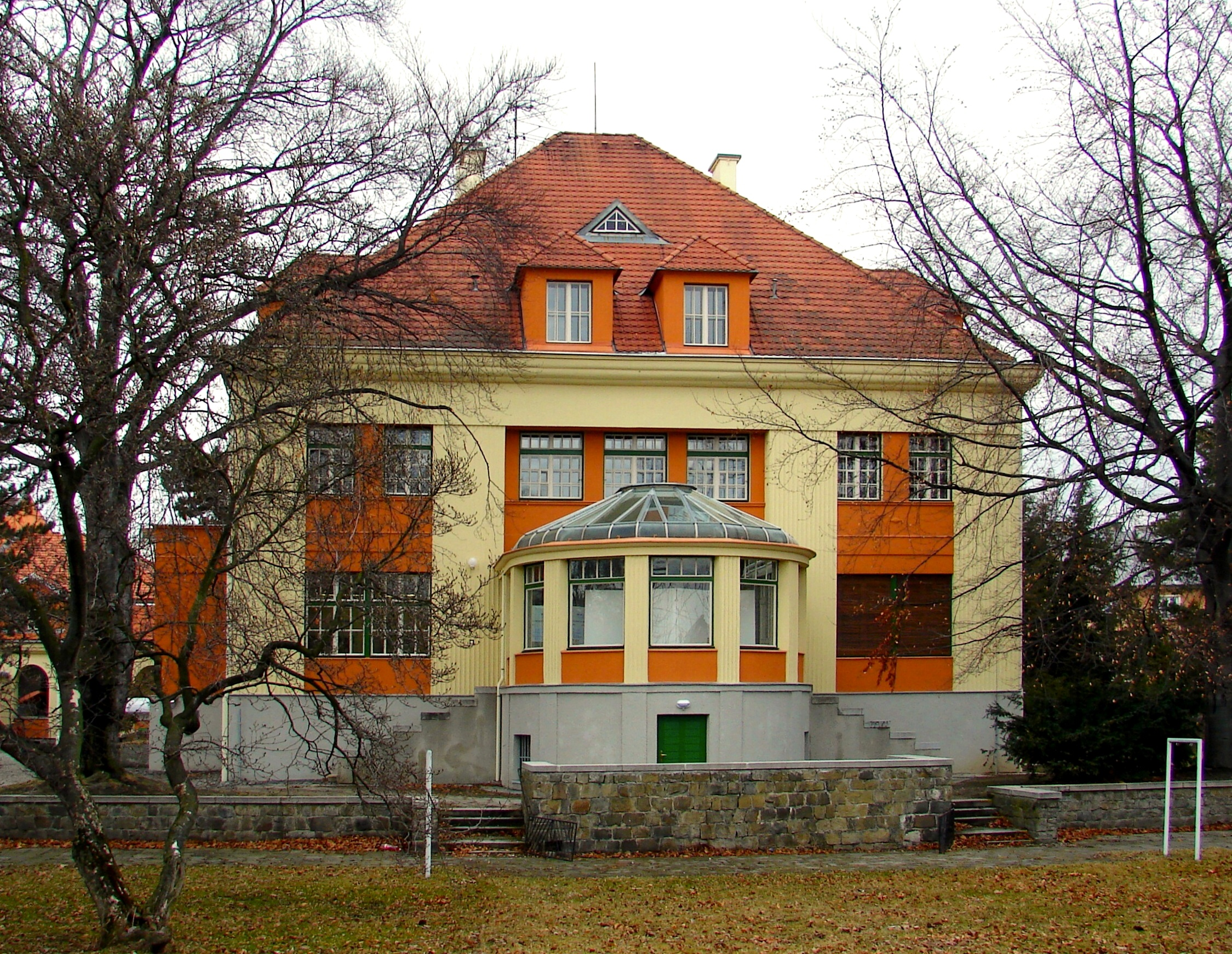
Vila Theodora Flemmicha v Krnově

- Vila Theodora Flemmicha v KrnověNájemní dům, Vídeň, Salisstraße 3, 1904
- Prodejna továrny na klobouky P. & C. Habig, Vídeň, Wiedner Hauptstraße, 1910
- Prodejna firmy na výrobu postelí Anton Böck, Vídeň, Kärntner Straße, kolem 1910
- Prodejna firmy Munk, Vídeň, Stephansplatz, koelm 1910
- Villa Rothberger, Baden bei Wien, 1912
- Villa Bienenfeld, Baden bei Wien, 1912–13
- Vila Theodora Flemmicha v Krnově (Jägerndorf), 1914–15[3]
- Dům Dr. Friedricha Benesche, Kaulbachstraße 8, 1914–15
- Interiéry Dianabadu, Vídeň, 1913–17 (1967 zbořeno, přestavěno) – spolu s Michaelem Powolnym
- Kostel sv. Marka (původně pravoslavný, dnes koptský kostel), Vídeň, Wagramer Strasse, 1917
- Dům Arnfelser, Gleisdorf, 1919
- Vila Knopf, Vídeň, Braungasse 44, 1919-22
- Prodejna a interiér výrobny továrny nábytku Knobloch, Vídeň, Karl-Schweighofergasse 10–12, 1921
- Vila Antona Hübla, Ústí nad Labem, Rooseveltova 2, 1923–24[4]
- Komplex sociálního bydlení Heinehof, Vídeň, 1925
- Komplex sociálního bydlení Lorenshof, Vídeň, Längenfeldgasse 14-18, 1927
- Komplex sociálního bydlení Hermann-Fischer-Hof, Vídeň, 1928
- Komplex sociálního bydlení Harkortstraße 4, Vídeň, 1928–29
- Komplex sociálního bydlení Eiflerhof, Vídeň, 1929
- Rozšíření klášterního kostela Matky Boží v Murlingengasse, Vídeň, 1931
- Dům Dr. Otto Wertheima, Mariazell, 1932
- Venkovský dům rodiny Kapsch, Mitterbach, 1932
- Venkovský dům rodiny Cerny, Erlaufsee, 1932
- Café Palace, 1933 (zničeno)
- Prodejna Piccini, Vídeň, Naschmarkt, 1934

## Design
- 1905-1924 – návrhy nábytku pro firmu Gebrüder Thonet a Thonet a. s.
- Návrhy skla pro firmy Meyers Neffe v Adolfově u Vimperka, J. Loetz Witwe
- Textilní dezény (vzory) pro firmu Johann Backhausen & Söhne
- Návrhy pro Wiener Werkstätte